# Nhiệt độ Curie

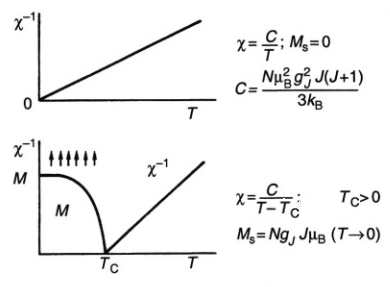
Biến đổi của mômen từ tại nhiệt độ Curie sắt từ

Trong vật lý và khoa học vật liệu, nhiệt độ Curie hay điểm Curie (thường được ký hiệu là {\displaystyle T_{C}}) là nhiệt độ chuyển pha trong các vật liệu sắt từ hoặc sắt điện, Nhiệt độ Curie được đặt theo tên của nhà vật lý học người Pháp Pierre Curie (1859–1906). Đôi khi, ký hiệu {\displaystyle T_{C}} còn được sử dụng là ký hiệu cho các nhiệt độ tới hạn (ví dụ nhiệt độ chuyển pha siêu dẫn...). 

## Nhiệt độ Curie trong các chất sắt từ
Nhiệt độ Curie trong các chất sắt từ là nhiệt độ chuyển pha sắt từ - thuận từ. Ở dưới nhiệt độ Curie, vật liệu mang tính chất sắt từ, ở trên {\displaystyle T_{C}}, chất sẽ bị mất tính sắt từ và trở thành thuận từ.
Nhiệt độ Curie sắt từ tỉ lệ với số phối vị (số lân cận gần nhất), tích phân trao đổi của chất theo công thức:
{\displaystyle T_{C}={\frac {Z.E_{ex}}{2k_{B}}}}
với {\displaystyle Z}  là số lân cận gần nhất, {\displaystyle E_{ex}} là năng lượng tích phân trao đổi, {\displaystyle k_{B}} là hằng số Boltzmann.
Ở trên nhiệt độ Curie, độ cảm từ của chất biến thiên theo nhiệt độ tuân theo định luật Curie:
{\displaystyle \chi ={\frac {C}{T-T_{C}}}}
Chuyển pha tại nhiệt độ Curie là chuyển pha loại 2, tức là chuyển pha không có sự thay đổi về cấu trúc.
| Chất      | {\displaystyle T_{C}} (K) |
| --------- | ------------------------- |
| Co        | 1388                      |
| Fe        | 1043                      |
| FeOFe2O3* | 858                       |
| NiOFe2O3* | 858                       |
| CuOFe2O3* | 728                       |
| MgOFe2O3* | 713                       |
| MnBi      | 630                       |
| Ni        | 627                       |
| MnSb      | 587                       |
| MnOFe2O3* | 573                       |
| Y3Fe5O12* | 560                       |
| CrO2      | 386                       |
| MnAs      | 318                       |
| Gd        | 292                       |
| Dy        | 88                        |
| EuO       | 69                        |

## Nhiệt độ Curie trong các chất sắt điện
Cũng có ý nghĩa giống với nhiệt độ Curie trong các chất sắt từ, là nhiệt độ mà tại đó các chất sắt điện bị mất độ phân cực (mất tính sắt điện) để trở thành các chất thuận điện (paraelectric).